# محوطه ارپناپ
محوطه ارپناپ مربوط به دوره اشکانیان - دوره ساسانیان - دوران‌های تاریخی پس از اسلام است و در شهرستان هشترود، بخش مرکزی، روستای عمو دیزج واقع شده و این اثر در تاریخ ۱۱ مرداد ۱۳۸۴ با شمارهٔ ثبت ۱۲۶۳۷ به‌عنوان یکی از آثار ملی ایران به ثبت رسیده است.